# Craterul Illineț

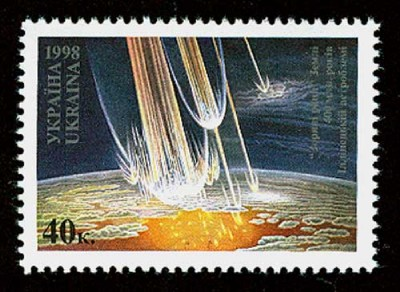
Timbru ucrainean: "răni stelare" ale Pământului.

Craterul Ilyinets este un crater de impact în Regiunea Vinița în Ucraina.

## Date generale
Acesta are 8,5 km în diametru și are o vârstă care este estimată la 378 ± 5 milioane ani (Devonianul Superior). Craterul nu este expus la suprafață.